# Юозапайтис, Витаутас
Вита́утас Юозапа́йтис (лит. Vytautas Juozapaitis; род. 14 декабря 1963, Радвилишкис) — литовский оперный певец (баритон), солист Литовского национального театра оперы и балета и Каунасского музыкального театра, который считается известнейшим на сегодняшний день литовским баритоном, неоднократно признан Лучшим оперным певцом.
Профессор Литовской академии музыки и театра и доцент Вильнюсской коллегии, председатель жюри музыкальных ТВ проектов «Žvaigždžių duetai» (Дуэты звёзд) и «Triumfo arka» (Триумфальная арка), основатель и руководитель государственного заведения «Образовательный центр культуры и искусства Витаутаса Юозапайтиса», лауреат Литовской национальной премии и многих других наград литовской сцены.

## Биография
Родился в семье педагогов: мать — учительница русского языка, отец — учитель математики. Дед по материнской линии — итальянец. В средней школе играл на барабанах в ансамбле. В 1981 году в Радвилишкис окончил среднюю школу им. Гражины, в 1989 году окончил Государственную консерваторию ЛССР (в настоящее время — Литовская академия музыки и театра), класс проф. В. Прудниковаса, и дебютировал в Каунасском музыкальном театре.
В 1992—1993 годах стажировался в Бельгии, в Европейском центре оперного и вокального искусства (ECOV), также у Марлены Малас (Нью-Йорк, США) и баритона Тома Краузе (Финляндия). 2005 г. — стажировался в Барселоне по программе Леонардо да Винчи в театре «Gran Teatro del Liceu» (Испания) как оперный менеджер.
В. Юозапайтис — первый литовский оперный певец, который был приглашён принять участие в одном из самых престижных форумов музыки в мире — Пекинском международный музыкальном фестивале. В 2008 г. он вместе с профессором В. Прудниковасом, продюсером музыкальных программ LTV И. Вилимасом и руководителем Литовского радио и телевидения А. Сяурусявичюсом помог сформулировать и осуществить идею музыкального проекта LTV — конкурса оперных солистов «Триумфальная арка».
В 2008 г. он сыграл Риголетто в первом и пока единственном за годы независимости Литвы фильме-опере — «Риголетто». В 2003 г. он был награждён Национальной премией культуры и искусства, а в 2007 г. стал почётным гражданином города Радвилишкис. В 2010 г. стал послом доброй воли Института прав человека в Литве.
Как певец и актёр театра Витаутас Юозапайтис получил почти все возможные награды литовской сцены, в том числе диплом международного вокального конкурса им. Лучано Паваротти (где главой жюри был сам Л. Паваротти). Новейший приз — за роли Жермона (в опере «Травиата») и Арнольда (в опере «Литовцы») в конце 2009 года получил награду «Маяк оперы» как лучший оперный певец года.
Женат с 1988 года, жена — Эгле Юозапайтене, певица (сопрано), руководительница женского вокального ансамбля «Эгле» и педагог факультета искусств Вильнюсской коллегии. 3 дочери: Вайва, Вайда и Ева.

## Театр
С 1989 года — солист Каунасского музыкального театра, с 1990 года — и Литовского национального театра оперы и балета (1999—2001 г. — и директор). Также сотрудничает с Клайпедским государственным музыкальным театром.
В репертуаре певца почти 50 баритональных партий в операх, мюзиклах и опереттах, также исполнил ряд партий в ораториях. Литовские композиторы специально для Юозапайтиса написали роли: графа Шеметы в опере «Медведь» (Lokys), короля Миндаугаса в опере—балете «Огонь и вера» (Ugnis ir tikėjimas), Жильвинаса в опере «Жильвинас и Эгле» (Žilvinas ir Eglė) и Сигизмундa II Августa в опере «Королева Бона» (Karalienė Bona).
1994—1995 г. играл Дон Жуана в опере Моцарта «Дон Жуан» в Праге, где его ангажировала Чешская национальная опера, с этой ролью с большим успехом состоялись гастроли в Японии, 2 сезона был солистом Оперы Гента (Бельгия), где исполнял ту же партию Дон Жуана. В 2003 г. 13 раз «Дон Жуан» был сыгран в США вместе с труппой «Teatro Lirico d’Europa», в которой принимают участие исполнители со всего мира и она считается одной из самым успешных в США гастролирующих оперных театров. Различные зарубежные критики оперы из престижных мировых изданий очень хорошо оценили литовского баритона — все опубликованные рецензии о нём были единогласно наивысшие.
Регулярно концертирует в Литве и за рубежом, со спектаклями посетил почти весь мир — выступал в России, Германии, Австрии, Голландии, Бельгии, Норвегии, Испании, Индии, США, Японии, Канаде и других странах; участвовал во многих литовских и зарубежных музыкальных фестивалях и симпозиумах, таких как: Ораторская музыка Вроцлава (Польша), Шлезвиг-Гольштейн (Германия), Савонлиннский оперный фестиваль (Финляндия), «Classic Openair Solothurn» (Швейцария), Зальцбургский фестиваль (Австрия), «Новые и старые дороги в Индии» (Испания), симпозиум современных французских композиторов — фестиваль «Montpelior» (Франция), Пекинский международный музыкальный фестиваль (Китай), Международный фестиваль Фёдора Шаляпина (Россия), Пажайслис, фестивали Ф. Шуберта — Й. Гайдна и многие другие.
В списке сотрудничества — многие известные литовские и зарубежные дирижёры: Мстислав Ростропович, Юстус Франц, Пинхас Штейнберг, Эдуард Мюллер, Дэвид Аглер, Кристоф фон Донаньи, Кшиштоф Пендерецкий, Саулюс Сондецкис, Гинтарас Ринкявичюс, Модестас Питренас, Йонас Алекса, Юозас Домаркас, Донатас Каткус, Витаутас Виржонис, Римас Генюшас, Юлюс Генюшас и другие.

### Наиболее известные роли
| - Дон Жуан — в опере В. А. Моцарта «Дон Жуан» - Риголетто — в опере Дж. Верди «Риголетто» - Фигаро — в опере Дж. Россини «Севильский цирюльник» - Дон Карлос и Родриго — в опере Дж. Верди «Дон Карлос» - Барон Дуфоль и Жермон — в опере Дж. Верди «Травиата» - Елецкий — в опере П. Чайковского «Пиковая дама» - Эскамильо — в опере Ж. Бизе «Кармен» - Шарплес — в опере Дж. Пуччини «Мадам Баттерфляй» - Амонасро — в опере Дж. Верди «Аида» - Паганини — в оперетте Ф. Легара «Паганини» - Барон Скарпиа — в опере Дж. Пуччини «Тоска» - Пинг — в опере Дж. Пуччини «Турандот» - Пилот — в опере Р. Портман «Маленький принц» - Вольфрам — в опере Р. Вагнера «Тангейзер» - Энрико — в опере Г. Доницетти «Лючия ди Ламмермур» - Джанни Скикки — в опере Дж. Пуччини «Джанни Скикки» - Ренато — в опере Дж. Верди «Бал-маскарад» - Дон Карлос — в опере Дж. Верди «Сила судьбы» - Гульельмо — в опере В. А. Моцарта «Так поступают все» - Ипсхаим — в оперетте И. Штрауса «Венская кровь» | - Хомонай — в оперетте И. Штрауса «Цыганский барон» - Гвидо — в оперетте И. Штрауса «Ночь в Венеции» - Валентин — в опере Ш. Гуно «Фауст» - Удрис — в опере В. Клова «Пиленай» - Граф Шемета — в опере B. Кутавичюса «Медведь» - Король Миндаугас — в опере-балете Б. Кутавичюса «Огонь и вера» - Сигизмунд II Август — в опере Г. Купрявичюса «Королева Бона» - Жильвинас — в опере А. Жигайтите «Жильвинас и Эгле» - Линдор — в опере Й. Гайдна «Рыбаки» - Дон Альваро — в опере Дж. Россини «Путешествие в Реймс» - Фредди — в мюзикле Ф. Лоу «Моя прекрасная леди» - Плумкетт — в опере Ф. фон Флотова «Марта» - Арнольд, Эрдвиль — в опере А. Понкьелли «Литовцы» - Граф Оттокар и Килиан — в опере К. М. фон Вебера «Волшебный стрелок» - Делаура — в опере П. Этвёша «Любовь и другие демоны» - Фролло — в мюзикле Р. Коччанте «Нотр-Дам де Пари» - Жерар — в опере Умберто Джордано «Андре Шенье» - Понтий Пилат — в рок-опере Т. Райса и Э. Л. Уэббера «Иисус Христос — суперзвезда» - Граф Альмавива — в опере В. А. Моцарта «Свадьба Фигаро» |

## Преподавательская деятельность
С 1996 года — доцент кафедры сольного пения Литовской академии музыки и театра (с 2010 года — профессор), а с 2006 года — также и доцент факультета искусств Вильнюсской коллегии. Среди его студентов — одни из самых известных в настоящее время литовских оперных солистов: тенор Эдмундас Сейлюс, баритоны Дайнюс Стумбрас и Рамунас Урбетис, популярные певцы Вайдас Баумила, Юстинас Лапатинскас, Яронимас Милюс и многие другие.
В 2004 году был приглашён провести мастер-классы в Летней Академии в Кристиансанне (Норвегия), куда приглашают самых известных вокальных педагогов и дирижёров.
В 2009 году открыл государственное заведение «Oбразовательный центр культуры и искусства Витаутаса Юозапайтиса», в задачи которого входит проведение мастер-классов пения и уроков танцев для детей, молодёжи и взрослых, музыкальных мероприятий и т. д.

## Работа на телевидении
Известен как телеведущий программы «Да здравствует классика!» (2002—2003 г.), наставник участников в LNK музыкальном реалити-шоу «Путь к звёздам» (2006—2007 г.) и вице-чемпион «Турнира учителей» (2007), ведущий мероприятия «Национальная премия 2007», арбитр в музыкальном шоу «Ринг маленьких звёзд», председатель жюри всех сезонов LNK музыкального шоу «Дуэты звёзд» (2007, 2008, 2009, 2010, 2011 г.) и музыкального проекта LTV — конкурса оперных солистов «Триумфальная арка» (2008, 2009, 2010 г.) 2010 и в «Чаша чемпионов музыки» TV3 (2010), член жюри национального отбора на конкурс «Евровидения» (2008), гость комиссий («Танцуй со звездой!» LNK, проект TV3 «Танцуй со мной» и др.), регулярный участник телевизионных и благотворительных концертов.

## Дискография
- 2004 — «Negaliu Nemylėti» (Не могу не любить)
- 2005 — «Baritonas» (Баритон)
- 2008 — «Neprarask Vilties» (Не теряй надежду)

## Призы и почётные награды
В. Юозапайтис — oбладатель почти всех возможных наград литовской сцены и государственных наград за многолетний творческий вклад в культуру и искусство и прославление имени Литвы.
- 1980 — Лауреат конкурса «Песнь песней»
- 1992 — Лауреат I Литовского конкурса вокалистов
- 1992 — Дипломант международного конкурса вокалистов Лучано Паваротти (США)
- 1999 — Лауреат награды Союза Литовского театра «Кристофорас»
- 2002 — Лауреат награды «Маяк Оперы» в категории «Оперный певец года»
- 2003 — Кавалер Офицерского креста ордена «За заслуги перед Литвой»
- 2003 — Лауреат Национальной премии Литвы по культуре и искусству
- 2003 — Оперный певец года в категории «Симпатии публики»
- 2004 — Оперный певец года в категории «Симпатии публики»
- 2004 — Лауреат награды Литовского Союза музыкантов «Золотой Диск»
- 2004 — Лауреат награды Литовской ассоциацией друзей оперы «Кипрас»
- 2006 — Лауреат театральной награды «Золотой крест сцены»
- 2006 — Лауреат награды «Маяк Оперы» в категории «Оперный певец года»
- 2007 — Вице-чемпион LNK музыкального шоу «Путь к звёздам. Турнир учителей»
- 2007 — Почётный гражданин города Радвилишкис
- 2007 — Победитель конкурса газеты «Республика» «Самый красивый мужчина»
- 2009 — Лауреат награды «Маяк Оперы» в категории «Оперный певец года»
- 2021 — Медаль Балтийской ассамблеи[7]